# Школище (Могилёв)
Школище (бел. Школішча) — один из старейших районов города Могилёва, расположенный на территории, ограниченной с севера участком вала городских укреплений, с юго-запада — руслом реки Днепр и с востока — лугами, прилегающими к Свято-Никольскому монастырю (Подниколье). На Школище, кроме жилых кварталов находилось по меньшей мере 7 синагог: Холодная, Альтшулера (Б. Мещанская ул.), Зризим (Б. Мещанская ул.), Ватикин (Б. Мещанская ул.), Стекольщиков (на Школище), Любавичская (Б. Мещанская ул.), Мясницкая (Подвальная ул.).

### Происхождение названия
Название «Школище» является классическим обозначением еврейского квартала в белорусских городах и местечках. Еврейские дома молитвы (синагоги) и дома изучения Торы (бейт-мидраши) среди нееврейского населения носили ранее общее название «молитвенная школа», или просто «школа». И прилежащая территория, соответственно, носила название «Школище».

### История
Могилевское Школище известно с 1626 г.
Летопись Трубницкого приводит грамоту короля Сигизмунда ІІІ, в соответствии с которой евреи должны быть выселены с «рынка» (верхнего города) и получить соответствующие по площади участки за валом (в нижнем городе), на Школище:
«Так Сигизмунд 3-й, грамотою от 23 июля 1626 года (этой грамоты не обнаружено в архивах Могилевского Магистрата, где бы ей надлежало быть, но содержание её включено в последующую грамоту Владислава 4-го), уполномочил Могилевский Магистрат выселить всех евреев, имевших дома внутри города, а в замен того отвести им земли на Школище (около Еврейской синагоги), за валом, и при том дать повеление, чтобы евреи строились там невразброс, как нибудь, а по плану. Это место и доселе называется Школищем, и на нем, почти исключительно, живут евреи».

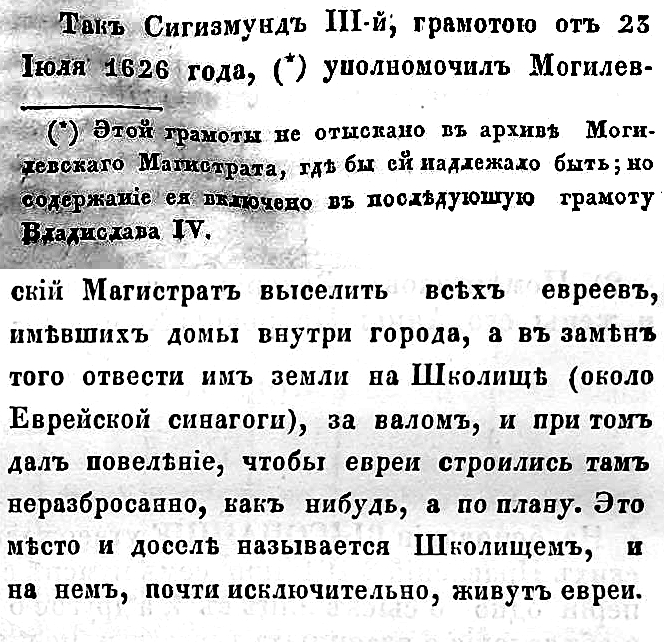
фрагмент артыкула па гісторыі Магілёва з «Губернскіх ведамасьцяў» № 40, 1859 г.

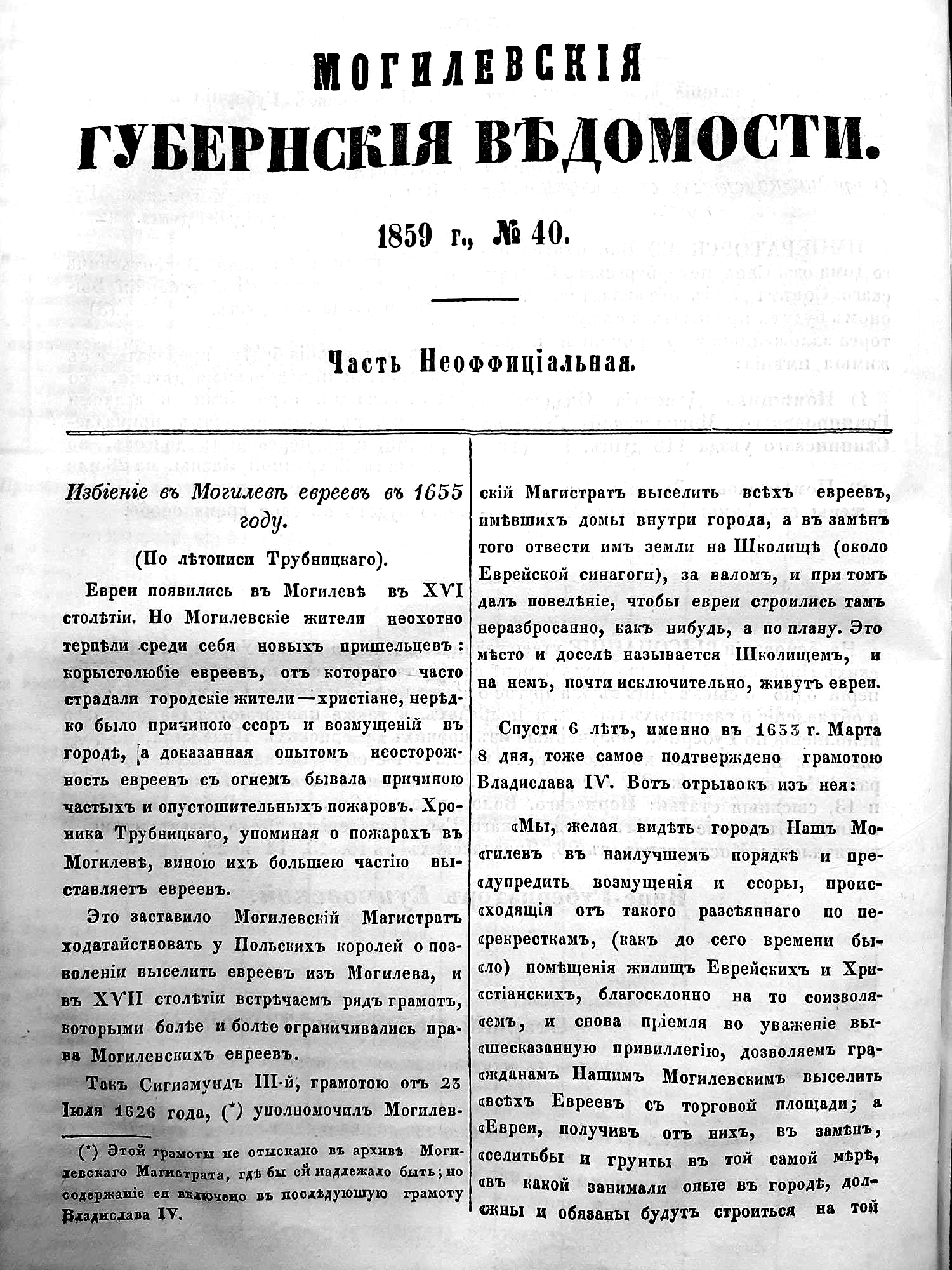
фрагмент артыкула па гісторыі Магілёва з «Губернскіх ведамасьцяў» № 40, 1859 г.

Данный указ повторяется в другой грамоте 1633 г. от короля Владислава ІV, 1824 г. «Беларуский архив древних грамот».:
«Король благоволит дозволить гражданам города нашего Могилева выселить из оного всех Евреев, построившихся на торговой площади и отвести им, в замен, селитьбы и грунтовые земли по мере занятых ими во внутренности города, с тем однако, чтобы Могилевские Евреи на той самой улице, где стоит их школа (То есть молитвенный дом. Сие место и теперь называется Школищем, на котором живут одни почти Евреи), в совокупности, а не разбросано строились.»

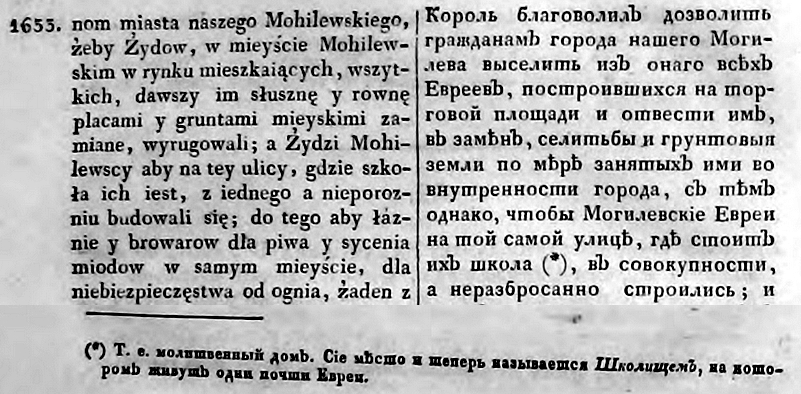
Загад Уладзіслава ІV

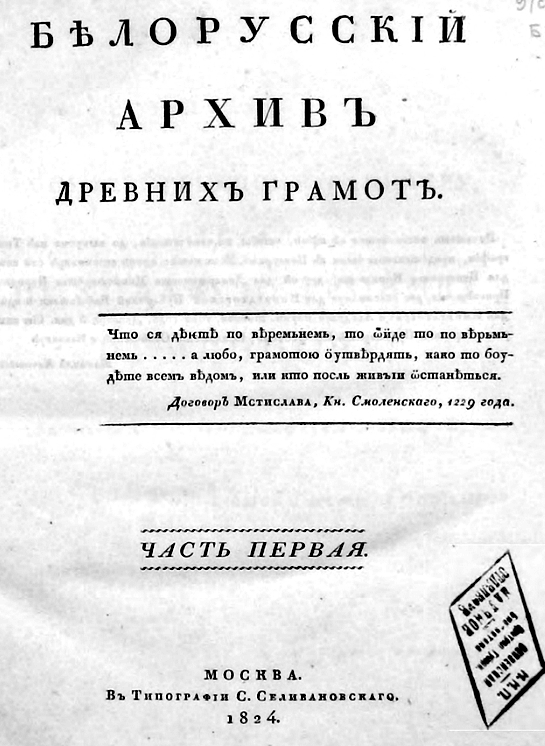
Беларускі архіў старажытных грамат

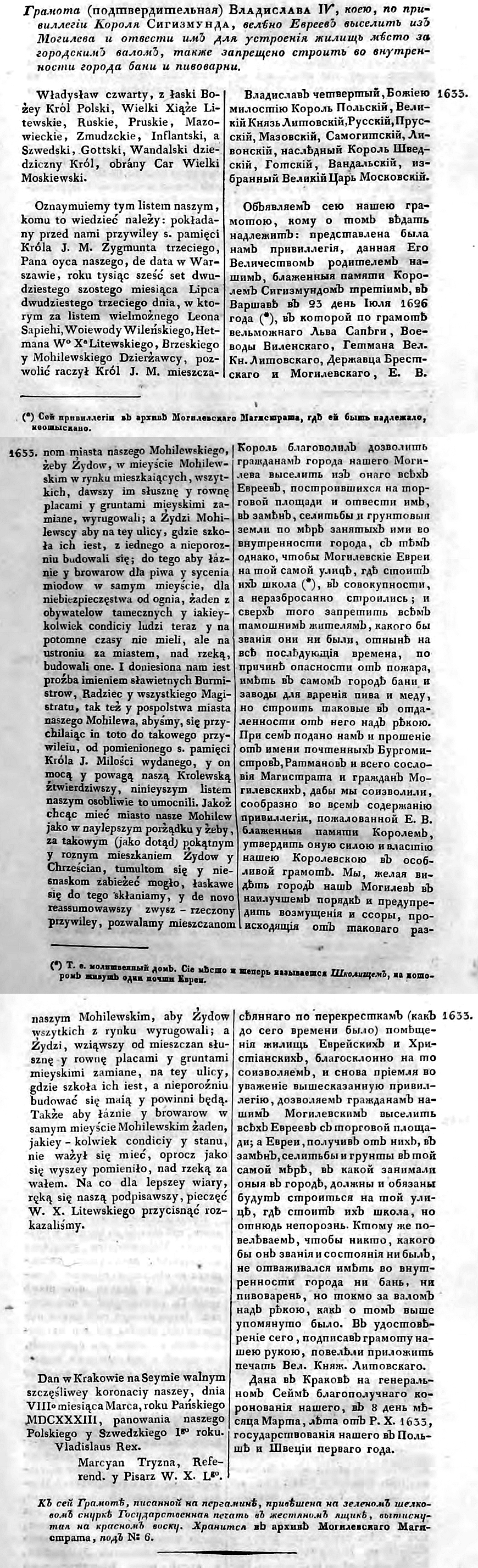
Загад Уладзіслава ІV

Таким образом Школище, как еврейский район, существовало в Могилеве с первой половины 17 в. до 1941 г. и было заселено преимущественно евреями. О чём пишут «Губернские ведомости» (№ 46, 1848 г.) в статье о пожаре на Школище:
«28 июля в 9-ть часов утра возник пожар за валом, ниже Преображенской церкви, на так называемом школище, или по старинному, на Жидовнике, где стоит главная Еврейская школа. Это место, с незапамятных времен, заселено евреями…»

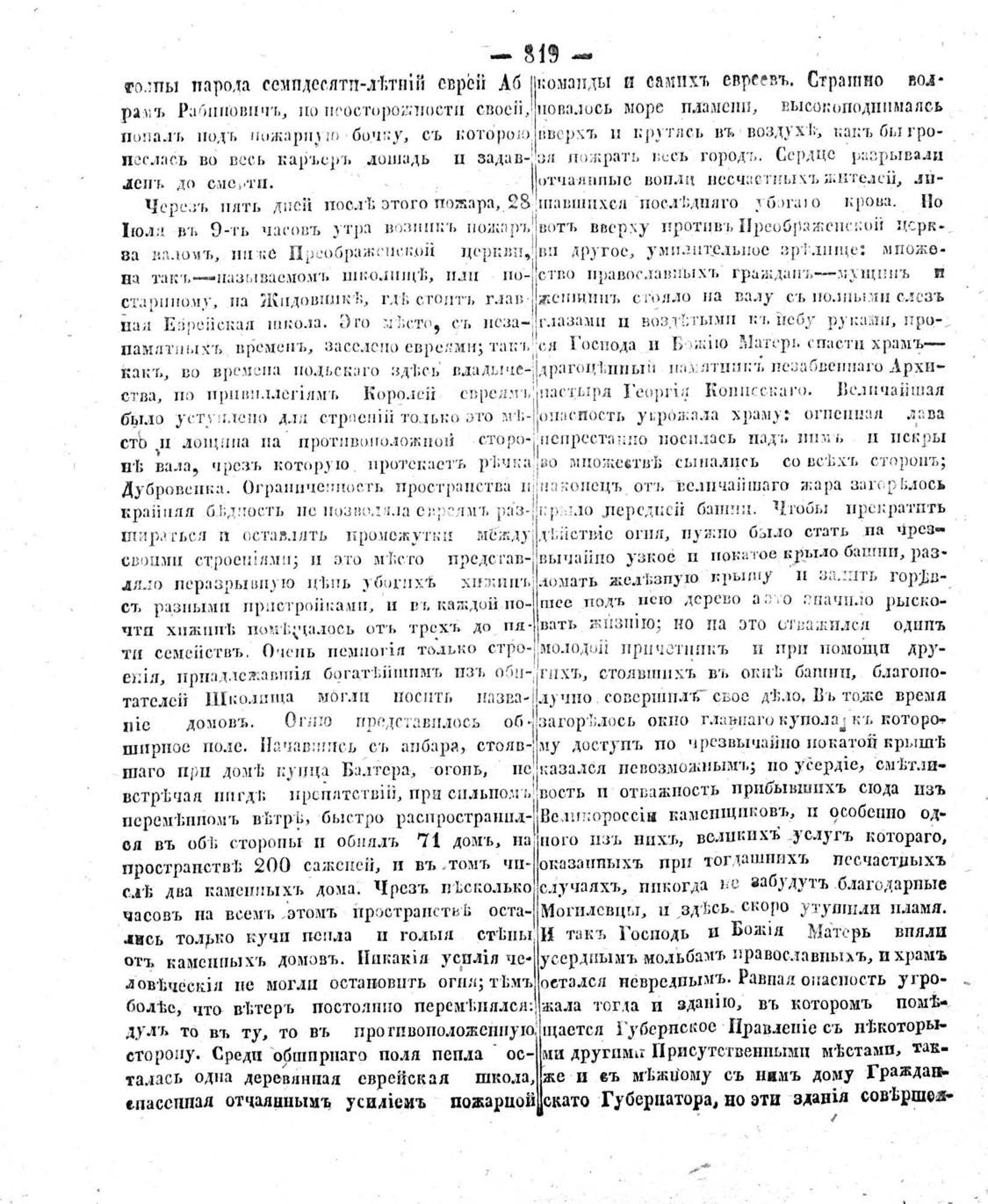
Губернскія ведамасьці, № 46, 1848

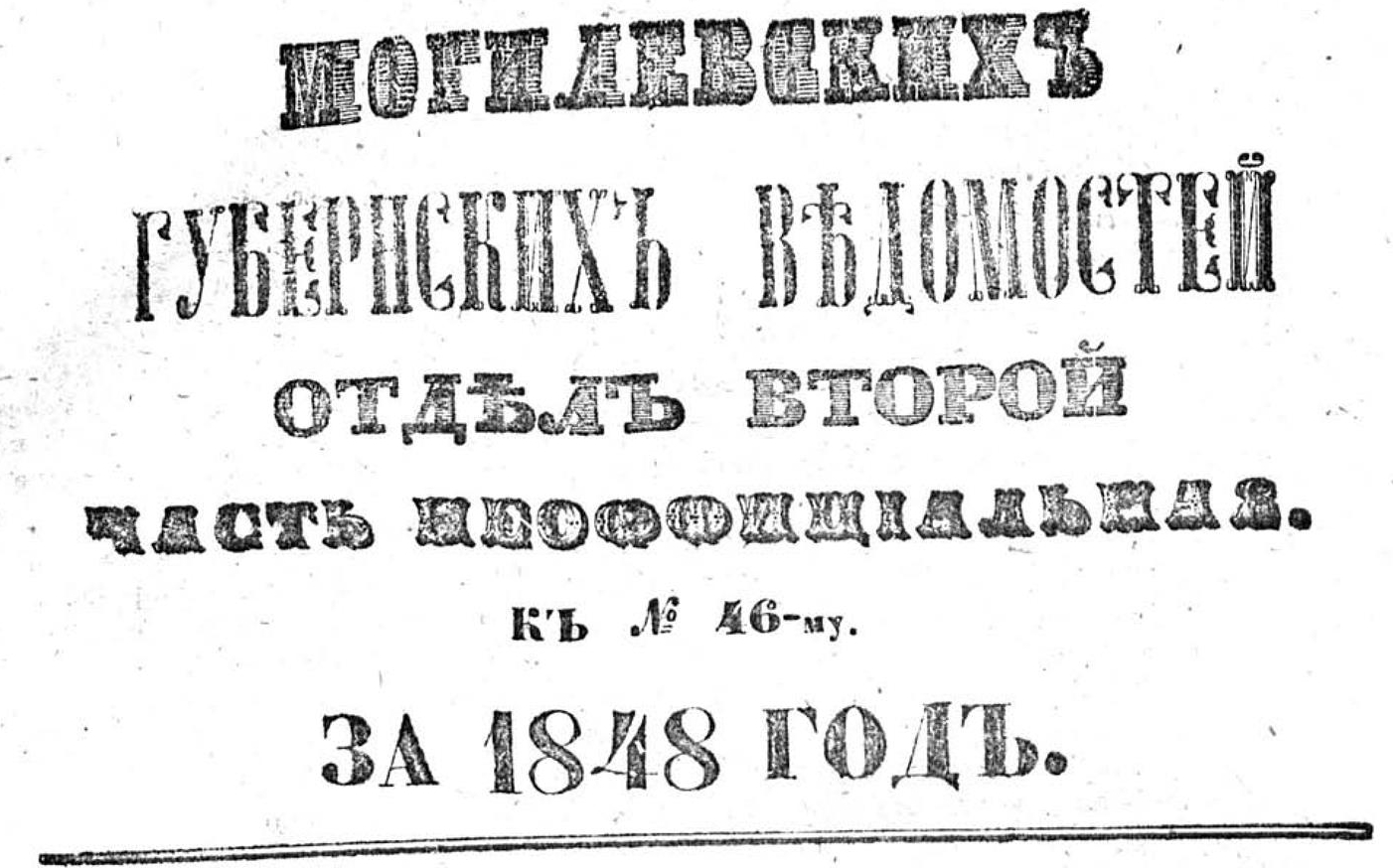
Губернскія ведамасьці, № 46, 1848

### Местоположения и границы
Первоначально Школище занимало лишь одну улицу рядом с Холодной синагогой, которая находилась между Большой Мещанской ул. и Бернардинским монастырем.
Это также отражено на плане города Н. Гортынского из его комментариев к «Могилевской хронике», который иллюстрирует Могилев на момент 1-го Раздела Речи Посполитой. На плане (см. в иллюстрациях к статье) видна подпись «еврейское Школище» вдоль Б. Мещанской ул.

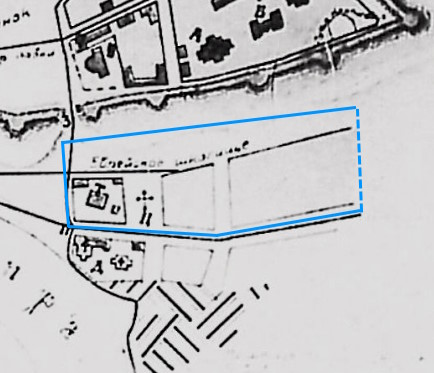
фрагмент плана города 1772 г.

С ростом еврейской общины города в начале 19 в. растет также и Школище, которое в первой половине 19 в. занимало уже все подвалье до начала «болонья» (заливных лугов ниже населенных кварталов).
Границы Школища на начало ХХ в. можно описать следующим образом:
— с севера Школище ограничено плато верхнего города;
— с юга Школище ограничено заливными лугами (т. н. Болонье);
— с запада Школище ограничено рекой Днепр;
— на востоке не было четкой границы между Школищем и Подникольем (кварталом вокруг женского монастыря св. Николая), так как евреи в конце 19 в. заселяли также и северную часть второго.
Эти границы подтверждает также описание Школища в «Губернских ведомостях», (№ 36, 1864 г.):
«Внизу у самой подошвы верхнего города освещено было все Школище, с Еврейской Школой, Бернардинским монастырем, Вознесенской Церковью, до Никольской, освещая рощи садов и сплошные ряды деревянных почерневших жилищ евреев.»

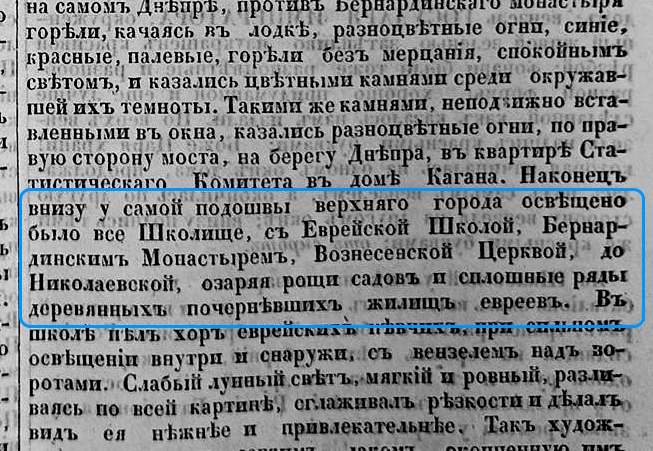
фрагмент артыкула па гісторыі Магілёва з «Губернскіх ведамасьцяў» № 36, 1864 г.

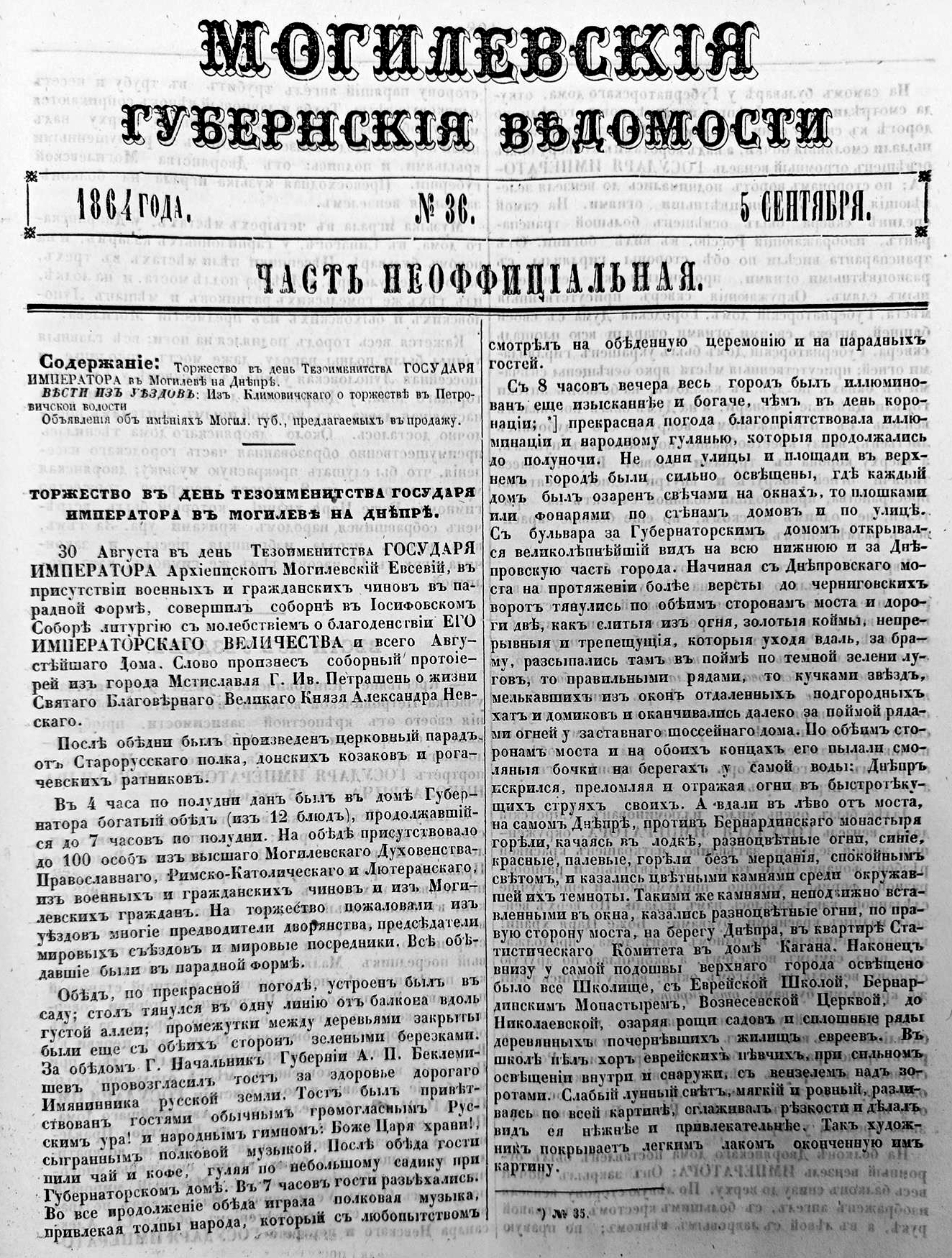
«Губернскія ведамасьці» № 36, 1864 г.

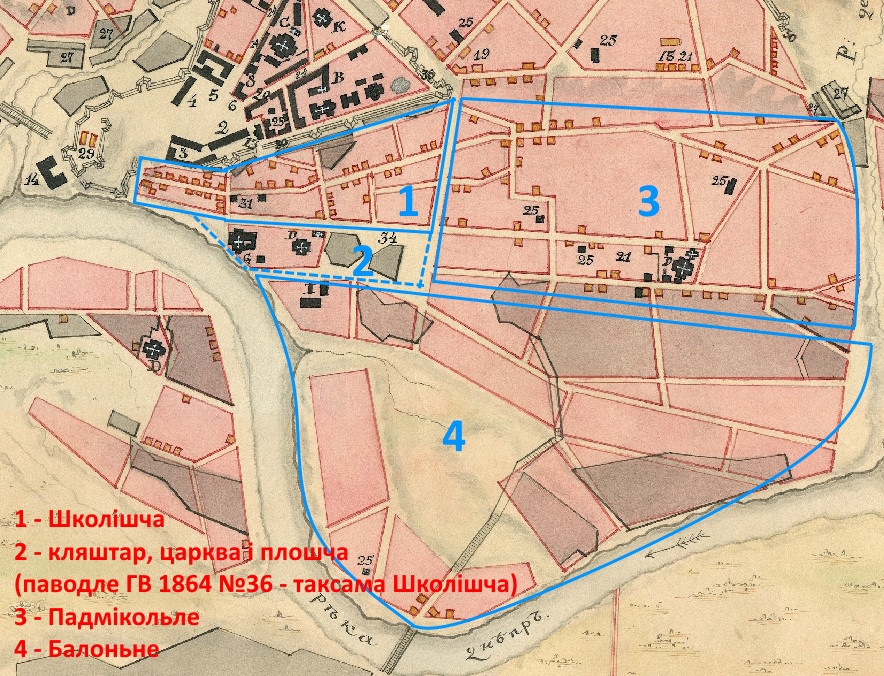
План Школішча на базе мапы 1808